# Сардор Рашидов
Сардор Рашидов (узб. Sardor Rashidov, нар. 14 червня 1991, Джиззак) — узбецький футболіст, нападник клубу «Умм-Салаль» та національної збірної Узбекистану. П'ятиразовий чемпіон Узбекистану, триразовий володар Кубка Узбекистану та Суперкубку Узбекистану з футболу.

## Клубна кар'єра
Сардор Рашидов є вихованцем клубної академії «Буньодкору». У дорослому футболі дебютував у 2008 році за команду зі свого рідного міста «Согдіана», у які провів 2 матчі в чемпіонаті Узбекистану. 2010 року перейшов до складу команди «Буньодкор». Тривалий час Сардор Рашидов був одним з гравців основного складу клубу та одним з найкращих бомбардирів команди, відзначившись у 78 проведених за клуб матчах у національному чемпіонаті 22 забитими м'ячами. У складі команди був триразовим чемпіоном Узбекистану, володарем національних Кубку та Суперкубку Узбекистану. У азійських футбольних кубках разом із клубом став півфіналістом Ліги чемпіонів АФК 2012 року.
9 липня 2015 року Сардор Рашидов підписав контракт із катарським клубом «Аль-Джаїш». За цей трансфер катарський клуб заплатив «Буньодкору» 2,1 мільйона доларів США. До 2017 року відіграв за катарський клуб 21 матч у Суперлізі Катару, в яких відзначився 9 забитими м'ячами.
У 2017 році поповнив лави «Аль-Джазіри» з Об'єднаних Арабських Еміратів, в складі якого взяв участь в клубному чемпіонаті світу 2017 року. У 2018 році повернувся на батьківщину, де став гравцем столичного клубу «Локомотив», з яким виграв першість країни. На початку 2019 року Сардор Рашидов став гравцем португальського клубу «Насіунал» з Фуншала. У липні 2019 року після закінчення дії контракту Рашидов став гравцем катарського клубу «Катар СК». На початку 2021 року узбецький нападник повернувся на батьківщину, де став гравцем клубу «Пахтакор». 17 липня Сардор Рашидов перейшов до кувейтського клубу «Кувейт», проте не потрапив там до основного складу, й уже на початку 2022 року повернувся до «Пахтакора».
24 червня Рашидов став гравцем катарського клубу «Умм-Салаль».

## Виступи за збірну
2013 року дебютував в офіційних матчах у складі національної збірної Узбекистану. Наразі провів у формі головної команди країни 48 матчів, забивши 8 голів.
У складі збірної був учасником кубка Азії з футболу 2015 року в Австралії. На турнірі Сардор Рашидов зіграв у всіх 4 матчах збірної. У проведених на Кубку Азії матчах відзначився двічі, обидва м'ячі провів у вирішальному за вихід у чвертьфінал турніру матчі зі збірною Саудівської Аравії.

## Титули і досягнення
- Чемпіон Узбекистану: 2010, 2011, 2013, 2018, 2021
- Володар Кубка Узбекистану: 2010, 2012, 2013.
- Володар Суперкубку Узбекистану з футболу: 2014, 2021, 2022
- Володар Кубку наслідного принца Катару: 2016